# Argo Navis

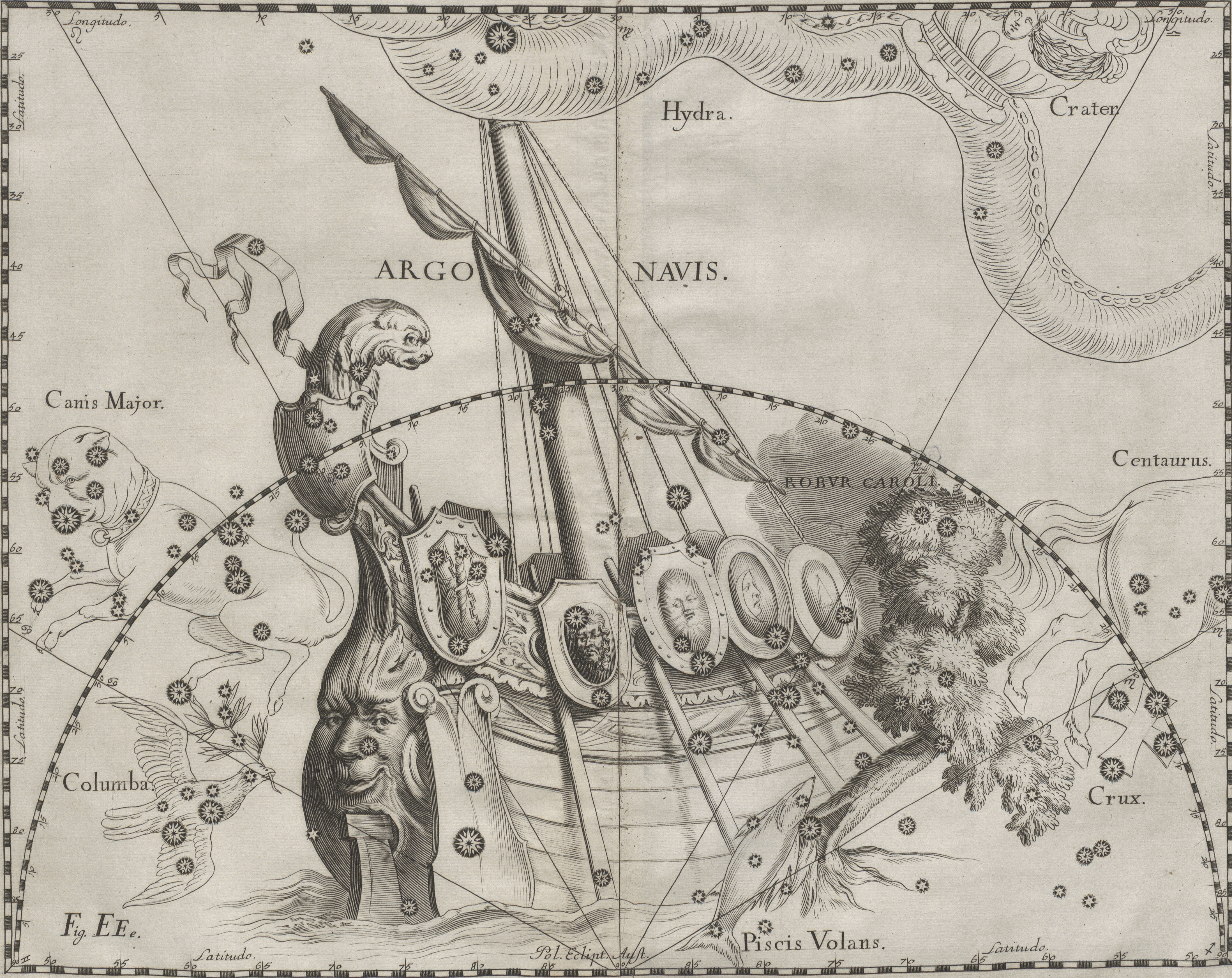
Desenho do Navio dos Argonautas por Johannes Hevelius (1690)

Argo Navis, o Navio dos Argonautas, era uma grande constelação de céu austral que representava "Argo", o navio utilizado pelos argonautas em suas viagens,  capitaneado por Jasão. Nos dias atuais, conforme a padronização da União Astronômica Internacional, foi dividida em três constelações menores: a Quilha, a Popa e o Velame; porém, as designações de Bayer não foram mudadas, de modo que α e β estão na Quilha, γ e δ no Velame, ε na Quilha, ζ na Popa e assim por diante. Por outro lado, a  constelação da Bússola, embora ocupe uma área antes considerada como os mastros do Argo, hoje possui designações de Bayer próprias.